# الخرشة (حرض)

تعديل مصدري - تعديل

الخرشة هي إحدى قرى عزلة الفج بمديرية حرض التابعة لمحافظة حجة، بلغ تعداد سكانها 523 نسمة حسب تعداد اليمن لعام 2004.